# Monster (藤原さくらの曲)
「Monster」（モンスター）は、日本のシンガーソングライター・藤原さくらの楽曲。2020年7月29日にSPEEDSTAR RECORDSからデジタルシングルとしてリリースされた。

## 概要
「Monster」は、前作『Waver』から約2ヶ月半ぶりとなるデジタルシングル。
作詞・作曲・トラックは藤原さくら、サウンドプロデュース・アレンジは冨田ラボこと冨田恵一が担当した。英語での作詞にはMichael Kanekoが参加した。ジャケットデザインは藤田二郎が担当。
曲のリリースと同時に、YoutubeにてMVが公開された。ディレクションは「Twilight」のMVも担当した映像作家の芳賀陽平。

## 制作背景
藤原さくらと冨田恵一（冨田ラボ）のコラボレーションは、2016年に発売された冨田ラボのアルバム『SUPERFINE』に収録された「Bite My Nails feat.藤原さくら」や、2018年に発売された椎名林檎のトリビュート・アルバムに収録された「茜さす帰路照らされど・・」に続く3作目となる。
「Monster」は、デモの段階ではカントリー調の曲だった。コードはメジャーキーで、BPMも遅く、ギターが中心のシャッフルの曲だった。そのようなデモをもとに、藤原の「ドラムやベースが引き立つアレンジ」というリクエストを受けたプロデューサーの冨田がアレンジの方向性を定めていった。
藤原からは曲のレファレンスとして、ファレル・ウィリアムスの「ハッピー」やスティーヴィー・ワンダーの「フェイス」というデモとはかけ離れた曲が挙げられた。冨田によると、「Monster」ではベースとユニゾンしているギターの音をエレキではなくアコギを歪ませた音で作っており、エレキギターの歪みとは違うその音色がハマったことで曲のアレンジがうまくいったという。冨田は「Monster」を「自分一人で考えていたら絶対に辿りつかなかったアレンジ」と表現している。

## 参加ミュージシャン
- 藤原さくら - ボーカル、コーラス、ハンドクラップ
- Meg - コーラス
- Hanah Spring - コーラス
- Michael Kaneko - ハンドクラップ
- 冨田恵一 - 全演奏 & 処理